# Winchester
Winchester is een stad in het bestuurlijke gebied City of Winchester, in het Engelse graafschap Hampshire. De plaats telt 45.000 inwoners.
Er is enige lichte industrie en ook is het een marktplaats voor de agrarische omgeving.
Winchester is een zeer oude stad. Al omstreeks 2000 v.Chr. werd het gebied bewoond. In 200 v.Chr. was er de grootste ijzertijdnederzetting van Engeland. In 44 n.Chr. werd de stad veroverd door de Romeinen en kreeg de naam Venta Belgarum, naar de Keltische stam van de Belgae die dit gebied toen bewoonden.
De stad heeft vele historische gebouwen, waaronder de beroemde 12e-eeuwse Kathedraal van Winchester, waarin zich de graven bevinden van diverse vroeg-Engelse koningen. Deze kathedraal is met een lengte van 180 meter de langste van Engeland. Ook vindt men er het enige resterende deel van het oude Koninklijk Paleis, de imposante Great Hall, waarin de ronde tafel van koning Arthur is ondergebracht. De tafel dateert overigens in werkelijkheid pas uit de 14e eeuw.
De stad heeft lange tijd dienstgedaan als hoofdstad van het oude koninkrijk Wessex. Koning Alfred de Grote maakte Winchester in de 9e eeuw de belangrijkste stad van zijn koninkrijk en het was ook de hoofdstad van Engeland tot aan de Normandische verovering door Willem de Veroveraar in 1066. Willem verklaarde zowel Winchester als Londen (Westminster) tot hoofdstad en liet zich in beide steden kronen. Londen kreeg hierna echter de overhand. In de middeleeuwen werd de stad een belangrijk centrum voor de wolhandel.
De romanschrijfster Jane Austen overleed in Winchester op 18 juli 1817 en is begraven in de kathedraal.
De oude Pilgrims' Way begint in Winchester en leidt naar Canterbury.

## Geschiedenis

### Prehistorie
Sporen van bewoning in de omgeving van Winchester gaan terug op de prehistorie. In de buurt van de huidige stad liggen niet minder dan drie walburchten uit de ijzertijd: Oram’s Arbour, St. Catherine's Hill en Worthy Down. In de late ijzertijd ontwikkelde zich een stedelijk centrum, een zogenaamd oppidum, al blijft de archeologie van deze periode onduidelijk. Ergens in de loop van de eerste eeuw v. Chr. werd dit oppidum veroverd door een verbond van Gallische stammen, die bekend staan als de Belgae. Het lijkt erop dat zij de nederzetting Wentā of Venta noemden, naar een Brits woord voor "stad" of "ontmoetingsplaats".

### Romeinse tijd

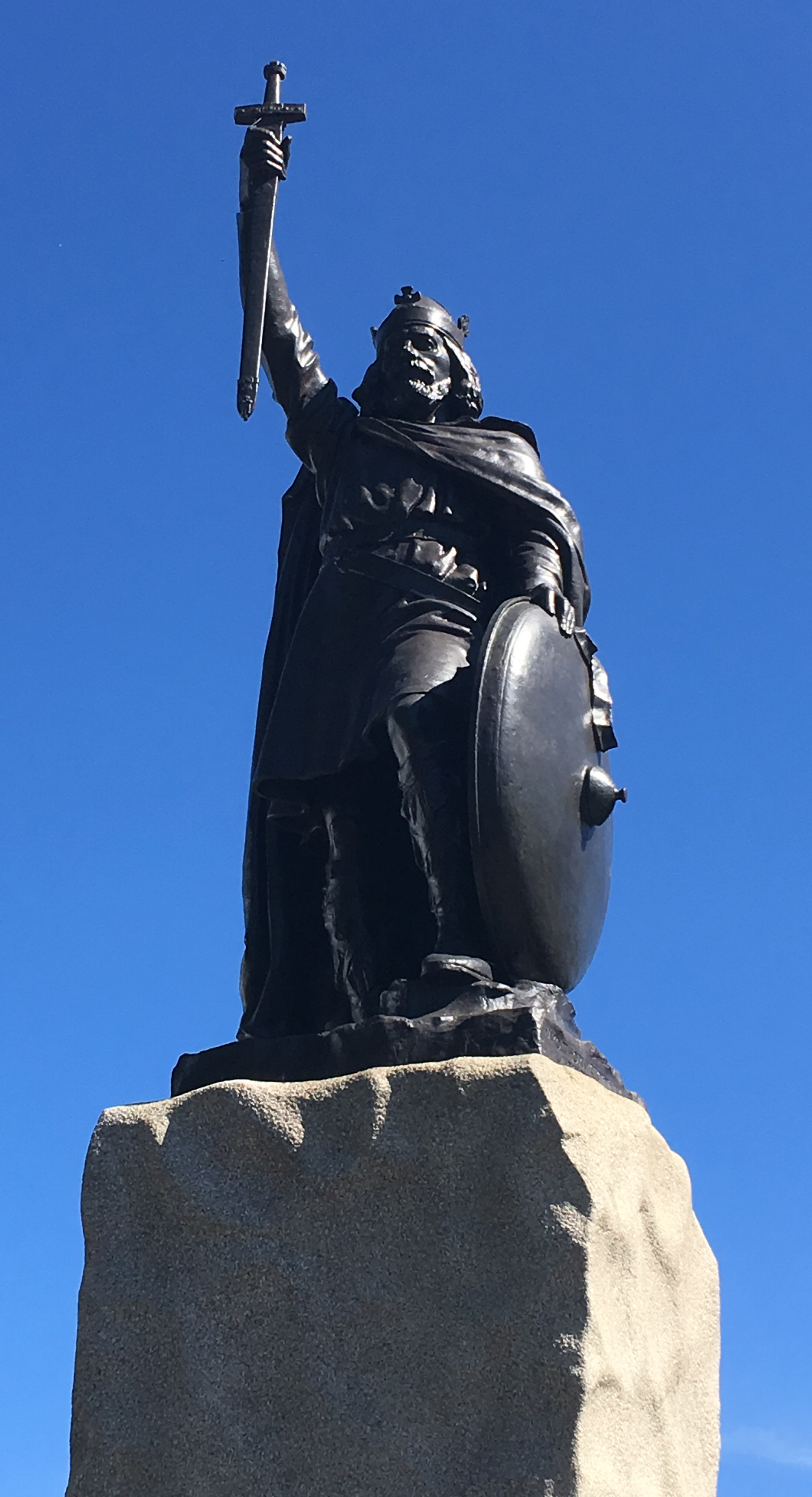
Het standbeeld van Alfred de Grote, door Hamo Thornycroft.

Na de Romeinse verovering van Britannia deed de nederzetting dienst als de hoofdstad (met het Latijnse term: civitas) van de Belgae en kreeg het de volledige naam Venta Belgarum, "Venta van de Belgae". Hoewel het in de eerste jaren van de Romeinse bezetting Silchester en Chichester moest laten voorgaan, stak Venta beide steden voorbij in belang tegen de laatste helft van de tweede eeuw. In het begin van de derde eeuw kreeg Winchester stenen verdedigingswallen. Rond deze tijd bedroeg de oppervlakte van de stad meer dan 0,5 km², wat het een van de grootste steden in Romeins Britannia maakte. Er ontstonden ook kleine buitenwijken buiten de wallen. Niettegenstaande begon Winchester, net als vele andere Romeinse steden, aan het einde van de vierde eeuw achteruit te gaan.

### Middeleeuwen
Nadat de Romeinen zich in 410 terugtrokken uit Britannia, lijkt het stadsleven in Venta Belgarum tot ongeveer 450 n. Chr. voortgegaan te zijn, en ook later zou er een klein administratief centrum gelegen hebben op de plek van het latere Angelsaksische paleis. Ford identificeert de stad met het Cair Guinntguic ("Fort Venta") dat Nennius noemt als één de 28 steden van Britannia, in zijn Historia Britonum. Begraafplaatsen uit de zesde en zevende eeuw suggereren een opleving van de nederzetting ten tijde van de Angelsaksische verovering van Brittannië.
De stad kreeg de naam Wintan-ceastre ("Fort Venta") in de Oudengelse taal van de nieuwe overheersers. In 648 liet koning Cenwalh van Wessex de Sint-Pieters-en-Pauluskerk bouwen, die later bekend zou worden als het Old Minster ("Oud Munster"). Deze kerk werd een kathedraal in de jaren 660, toen het West-Saksische bisdom verplaatst werd uit Dorchester-on-Thames. De huidige vorm van de stad gaat terug op haar heropbouw in de late negende eeuw, toen koning Alfred de Grote het Romeinse stratenplan verving door een nieuwe indeling om de stad beter te kunnen verdedigen tegen de Vikingen. De eerste muntslag in de stad lijkt in deze periode plaatsgevonden te hebben.
In de vroege tiende eeuw werden twee nieuwe kloosters opgericht in Winchester: Nunnaminster, gesticht door Alfreds weduwe Ealhswith, en New Minster. Bisschop Æthelwold van Winchester zou een leidende figuur worden in de monastieke hervormingsbeweging van de late tiende eeuw. Hij stuurde de seculiere kanunniken weg uit beide kloosters en verving ze door monniken. Verder creëerde hij het rioleringssysteem, de Lockburn, dat tot 1875 zou dienstdoen als het stadsriool en dat nog steeds bestaat. Ook in de late tiende eeuw werd het Old Minster uitgebouwd tot een cultuscentrum voor de negende-eeuwse bisschop van Winchester, Sint-Swithun. Samen waren de drie kloosters de thuisbasis voor wat historicus John Crook "de uitmuntende artistieke verwezenlijkingen" van de Winchester School noemt.
Volgens de consensus onder geschiedkundigen van het Angelsaksische Engeland was het hof in deze tijd mobiel; er was dus geen vaste hoofdstad. Toch wordt Winchester door historica Catherine Cubitt beschreven als "de voornaamste stad van het West-Saksische koninkrijk".

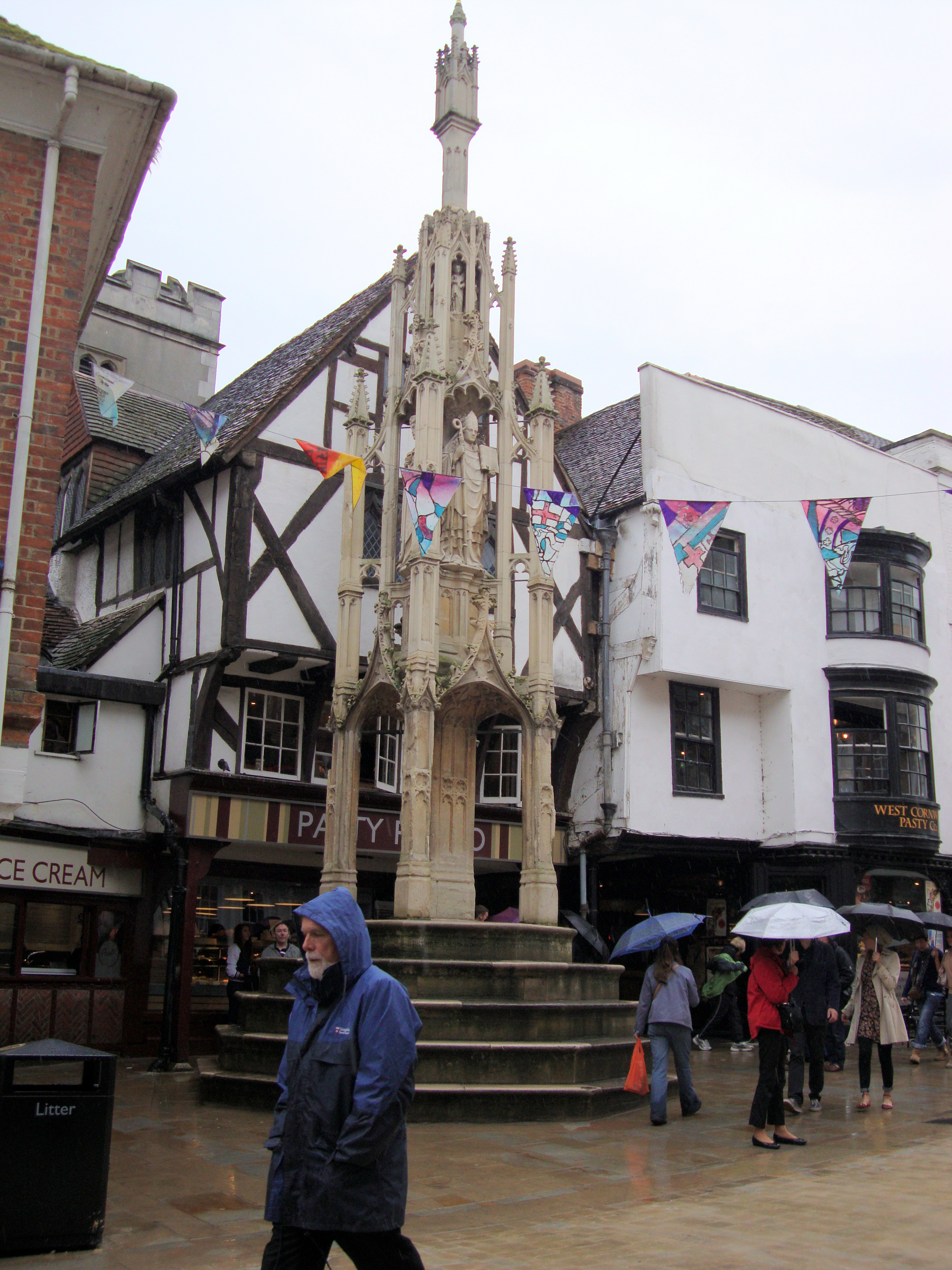
Het Buttercross van Winchester (september 2010).

Tijdens het Oproer van Winchester in 1141 woedde er een brand in de stad. William van Wykeham speelde een rol in de heropbouw van de stad. Als bisschop van Winchester was hij verantwoordelijk voor het grootste deel van de huidige kathedraal. Bovendien stichtte hij Winchester College, een public school die nog steeds bestaat. In de late middeleeuwen was de stad een belangrijk knooppunt voor de wolhandel, om nadien langzaam achteruit te gaan.

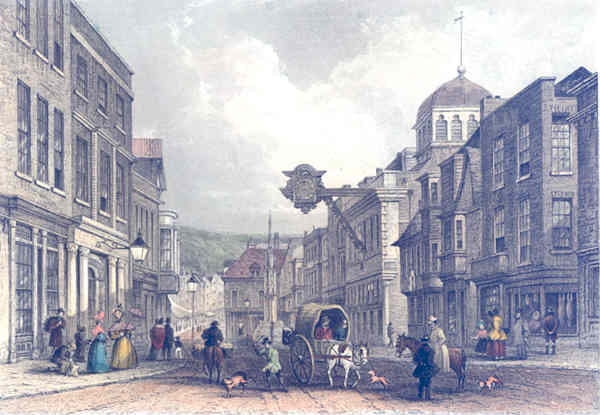
De High Street van Winchester halverwege de 19de eeuw.

### Moderne tijd
Het City Cross (ook bekend als het Buttercross) dateert uit de vijftiende eeuw en bevat twaalf standbeelden, van de Maagd Maria, heiligen en historische figuren. In de loop van zijn bestaan werden er verschillende standbeelden aan toegevoegd. In 1770 kocht Thomas Dummer het Buttercross van de Corporation of Winchester, met de bedoeling het te verplaatsen naar Cranbury Park, in de buurt van Otterbourne. Toen zijn werklui het kruis kwamen ontmantelen, werden ze hiervan verhinderd door de bevolking van de stad, die "een relletje organiseerde" en de werklui dwong om hun taak op te geven. De overeenkomst met de stad verviel en Dummer liet dan maar een facsimile in bepleisterde latten oprichten, die zo'n zestig jaar in het park stond tot het door de weersomstandigheden vernietigd werd. Het echte Buttercross werd in 1865 gerestaureerd door G. G. Scott en staat nog steeds in de High Street. Het is nu een Scheduled Ancient Monument, een beschermd monument.
In of vanuit de High Street zijn drie belangrijke bronzen standbeelden te zien, gemaakt door voorname beeldhouwers van de negentiende en twintigste eeuw. Het oudste is een monumentaal standbeeld van koningin Victoria, door Sir Alfred Gilbert (ook bekend als de ontwerper van de Erosfontein op Piccadilly Circus in Londen). Verder staan er een beeld van koning Alfred, die met getrokken zwaard van het midden van The Broadway naar het centrum kijkt, gebeeldhouwd door Hamo Thornycroft, en de moderne sculptuur Horse and Rider van Dame Elisabeth Frink, aan de ingang van het Gerechtshof.
De romanschrijfster Jane Austen overleed te Winchester op 18 juli 1817 en ligt begraven in de kathedraal. Tijdens zijn verblijf in Winchester van midden augustus tot oktober 1819, schreef de romantische dichter John Keats de werken "Isabella", "St. Agnes' Eve", "To Autumn", "Lamia", delen van "Hyperion" en de dichterlijke tragedie in vijf akten "Otho the Great".
In 2013 meldden immobiliënkantoren in een lokale krant dat het architecturale en historische belang van de stad, samen met zijn snelle verbindingen met andere steden, van Winchester een van de duurste en meest gewilde woonplaatsen in Engeland gemaakt hebben. Winchester is dan ook een van de gebieden met de laagste armoedecijfers in Engeland en Wales.

## Bekende inwoners van Winchester

### Geboren
- Hendrik III van Engeland (Winchester Castle, 1207-1272), koning van Engeland (1216-1272)
- Christopher Cazenove (1943-2010), acteur
- Steve Guppy (1969), voetballer
- Andy Burrows (1979), singer songwriter, ex-drummer Razorlight
- Hugh Mitchell (1989), acteur
- Danny Ings (1992), voetballer

### Overleden
- Edgar van Engeland (ca. 942-975), koning van Engeland (959-975)
- Licoricia van Winchester (?-1277), bankier
- Jane Austen (1775-1817), romanschrijfster